# 농촌인적자원개발센터
농촌인적자원개발센터(農村人的資源開發센터)은 대한민국 농촌진흥청의 소속기관이다. 2019년 2월 26일 발족하였으며, 전라북도 전주시 덕진구 농생명로 420에 위치하고 있다. 센터장은 부이사관·서기관·기술서기관·농업연구관 또는 농촌지도관으로 보하되, 임기제공무원으로 보할 수 있다.

## 직무
- 농촌진흥청 소속공무원 및 농촌진흥사업에 종사하는 공무원의 업무 수행에 필요한 지식과 기술의 배양에 관한 사항
- 농업인 등 농업 관련 민간종사자의 교육훈련에 관한 사항

## 연혁
- 2019년 2월 26일: 농촌진흥청 소속으로 농촌인적자원개발센터 설치.[4]

## 조직

### 센터장
- 교육훈련기획과[5][6]
- 역량개발과[5][6]